# アベニューC
経路図: 
アベニューC (Avenue C) は、ニューヨーク市マンハッタン区イースト・ヴィレッジ地区のアルファベット・シティを南北に走る通りである。ロウイーサイダ・アベニュー (Loisaida Avenue) とも呼ばれる。この通りの南端はハウストン・ストリートで、北端は23丁目である。18丁目より北の区間は少し西に折れ曲がり、FDRドライブの高架のすぐ横を並走する。ハウストン・ストリートから14丁目まではこのアベニューの一ブロック西をアベニューBが、ハウストン・ストリートから12丁目までは一ブロック東をアベニューDが走っている。ハウストン・ストリートより南ではピット・ストリート (Pitt Street) となる。

## 概要と歴史

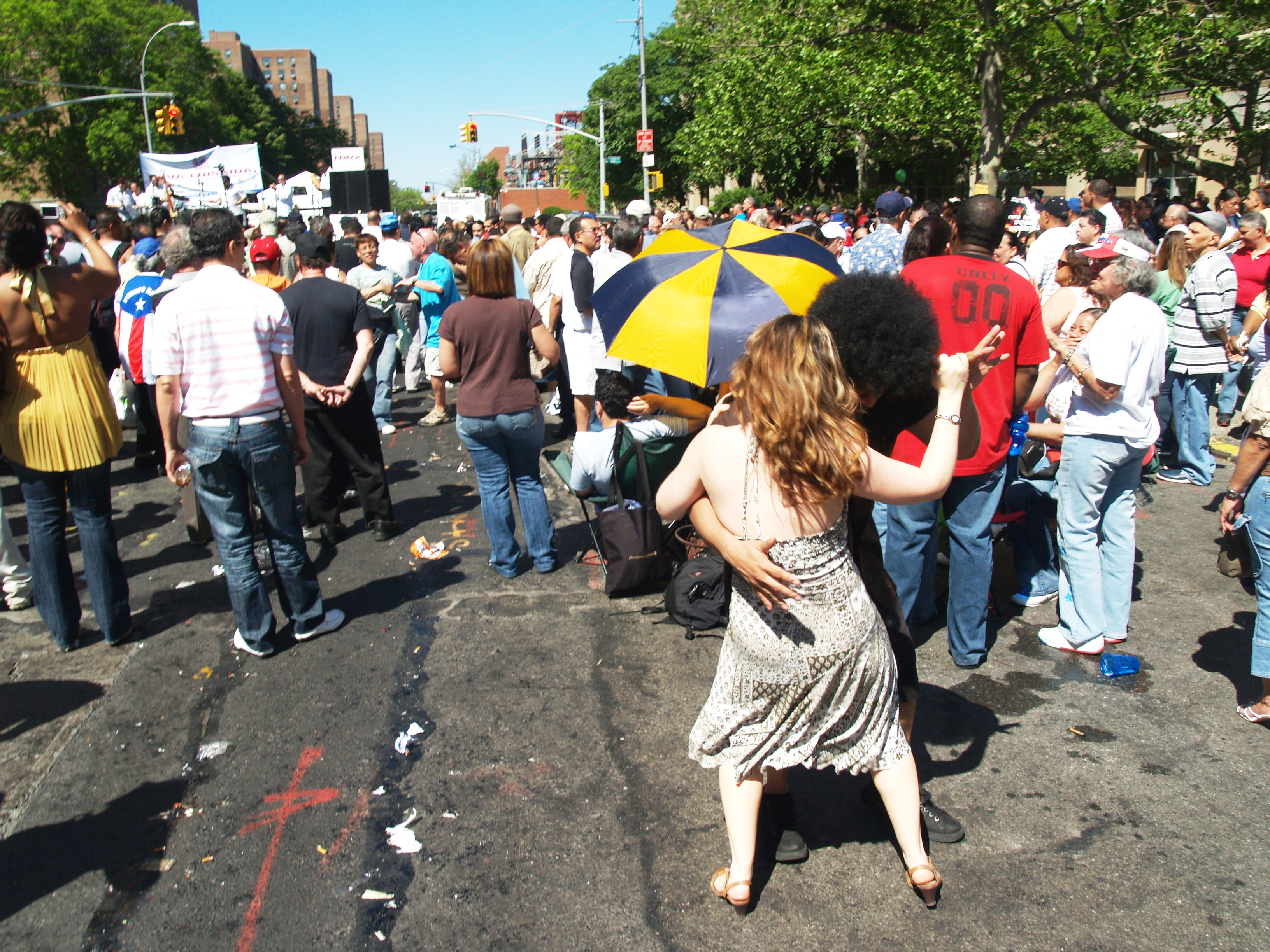
2008年夏のこの通り上のストリート・フェア

アベニューCは、この地区のプエルト・リコ系アメリカ人集落の伝統を記念して、ロウイーサイダ・アベニュー (Loisaida Avenue) と命名されていた。ロウイーサイダ (Loisaida) とは、ロウアー・イースト・サイドを意味するスペイン語で、[ˌloʊ.iːˈsaɪdə] LOH-ee-SY-də と発音される。この地区の歴史は書籍Selling The Lower East Sideに詳しい。この地区はイースト・ヴィレッジの一部であると広く認識されているが、古くからの住人はこの地区はロウアー・イースト・サイドの一部であると考えている。アベニューC沿いの建物に描かれたパブリック・アートがこのことを物語っている。
ロウイーサイダ・アベニューと9丁目の角には、マンハッタン内では比較的大きな二つのコミュニティ・ガーデンがあり、地域住民によって管理されている。このガーデンには誰でも無料で入ることができる。開園時間は季節やボランティアの運営都合によって異なる。市が運営するほとんどの公園や公共スペースとは異なり、ガーデン内での飲酒も特別な場合には許可される。有名なパンク・ハウス en:C-Squatが同じく9丁目の向かいに位置している。en:Museum of Reclaimed Urban Spaceが2012年にC-Squat内に開業した。
MTAバスのM9、M14D、そしてM23路線がアベニューC上を走っている。特にM9はこのアベニューの全区間を走る。アベニューCの南端のイースト・ハウストン・ストリートから3ブロック南のデランシー・ストリートにはウィリアムズバーグ橋が接続している。北端の23丁目から10ブロックほど北の東34丁目にはクイーンズ＝ミッドタウン・トンネルが接続している。ハウストン・ストリート、6丁目、そして10丁目の地点でFDRドライブ上にかかる歩道橋からイースト・リバー・パークへアクセスすることができる。
このアベニューには1999年に自転車道が整備された。このアベニューの自転車道は、現在はほぼ全区間に拡張されている。

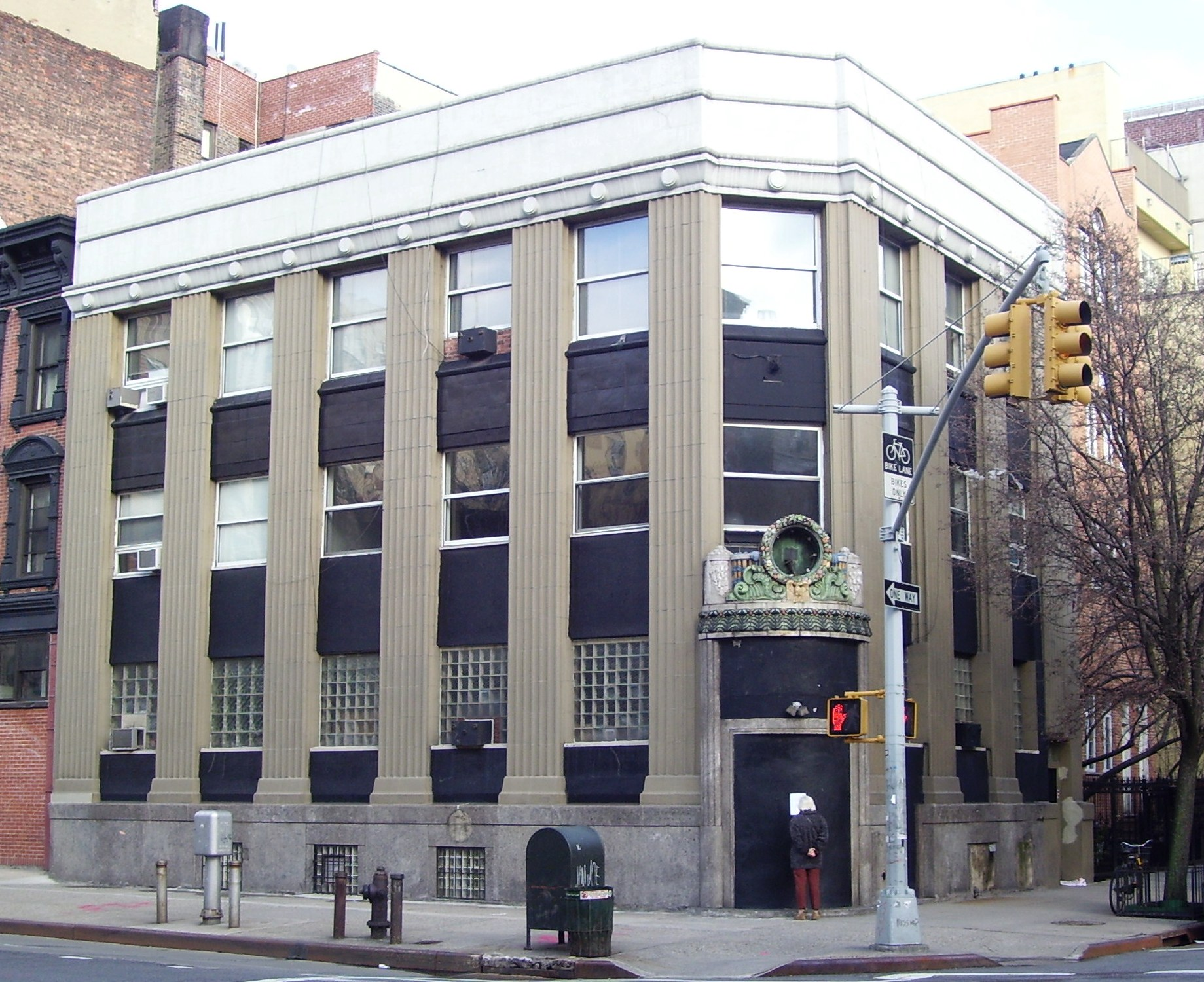
Public National Bank Building

## ランドマーク
Public National Bank Buildingが東7丁目の角、アベニューC 106番地（もう一つの住所は東7丁目231番地）に位置している。この建物は、モダニズム建築家のEugene Schoenによる設計で、1923年に建てられた。Public National Bankはニューヨーク州を拠点とする銀行で、Schoenはこの銀行の多くの支店を設計している。このビルは1954年に売却され、3階分が追加され、介護施設に転換された。1980年代には、マンションに転換された。